# Euparyphasma cinereofusca
Euparyphasma cinereofusca är en fjärilsart som beskrevs av Constant Vincent Houlbert 1921. Euparyphasma cinereofusca ingår i släktet Euparyphasma och familjen sikelvingar. Inga underarter finns listade i Catalogue of Life.